# Pimpinella armena
Pimpinella armena là một loài thực vật có hoa trong họ Hoa tán. Loài này được Schischk. miêu tả khoa học đầu tiên.